# 自治大臣
自治大臣（じちだいじん、英: Minister for Home Affairs）は、かつて日本の自治省の長および主任の大臣であった国務大臣である。日本語略称は自治相（じちしょう）。
前身の地方自治庁長官、自治庁長官も国務大臣をもって充てていた。また、地方財政委員会委員長には無任所大臣が就任することとなっていた。
後身は総務大臣。

## 概要
自治省は旧内務省の直系の官庁に当たるが、自治省の設置から総務省の設置に至るまでの期間中、自治大臣の経験者の中から内閣総理大臣は出ていない（内閣総理大臣臨時代理を除く。また、後身の総務大臣の経験者の中からは、麻生太郎、菅義偉が内閣総理大臣に就任した）。
第1次岸内閣において、前身の自治庁長官を命ぜられた田中伊三次は「内務大臣といえば副総理格が座ったもんだ。その嫡流とも言うべき役所の長を三流省庁並みの〝長官〟と呼ぶのはけしからん」と怒って、勝手に呼称を〝大臣〟に変えさせている。
自治大臣は、厚生大臣、運輸大臣、建設大臣と比べてはるかに見劣りし、初入閣時に「伴食大臣」「陣笠大臣」として就任するポスト、または、元内務官僚・元自治官僚の議員のためのポストとなることが多かった。第2次中曽根内閣の自治大臣には、自民党所属ですらない、新自由クラブの田川誠一が就任している。これは、自民党及び民社党の旧内務省系官庁出身の議員で結成された「内友会」（後藤田正晴など）が自治大臣および国家公安委員会委員長の選任に影響力を及ぼしたことや、55年体制の下、自民党が衆参両院で単独過半数の議席を確保しており、政権交代の可能性がほぼ皆無だったことなどに起因している。
警察を管理した旧内務省の流れを汲むことから、ほとんどの自治大臣が国家公安委員会委員長を兼務したが、兼務の法的義務はなかった。
1990年代の選挙制度改革を直接担当したこと、地方分権論の盛り上がり、そして、政権交代により、自治省が握っている地方交付税交付金による地方公共団体への絶大な影響力が注目されるようになったことなどが、自治大臣を花形ポストに押し上げた要因である。このため、後身の総務大臣も重要閣僚の一つとみなされている。

## 歴代の自治大臣等
- 日本国憲法施行下における前身の職を含めて記載する。ただし、内務大臣および内事局長官は除く。
- 辞令のある再任は代として数え、辞令のない留任は数えない。
- 事務取扱、事務代理、臨時代理は空位の場合のみ記載し、海外出張等の一時不在代理は記載しない。
- 警察と消防との間の連携もあることから、多くの自治大臣が、同じく内務大臣の流れを汲む国家公安委員会委員長を兼務した（ただし、法的に兼務の義務規定があったことはない）。
- 地方財政委員会委員長は、国務大臣の補職（辞令上の表記「委員長を命ずる」）ではなく、国務大臣の中から地方財政委員会委員（委員長ではない）に「任命」され、当該国務大臣たる委員が（自動的に）委員長となる旨の規定であったため、委員長名義での辞令は発出されなかった。

| 代                   | 氏名                 | 内閣                       | 在任期間                        | 兼務等                                                                    | 所属政党             |
| 地方財政委員会委員長 | 地方財政委員会委員長 | 地方財政委員会委員長       | 地方財政委員会委員長            | 地方財政委員会委員長                                                      | 地方財政委員会委員長 |
| -------------------- | -------------------- | -------------------------- | ------------------------------- | ------------------------------------------------------------------------- | -------------------- |
| 1                    | 竹田儀一             | 片山内閣                   | 1948年1月7日 - 1948年3月10日    |                                                                           |                      |
| 2                    | 野溝勝               | 芦田内閣                   | 1948年3月10日 - 1948年10月15日  |                                                                           |                      |
| -                    | （空席）             | 第2次吉田内閣              | 1948年10月15日 - 1948年10月19日 |                                                                           |                      |
| 3                    | 岩本信行             | 第2次吉田内閣              | 1948年10月19日 - 1949年2月10日  |                                                                           |                      |
| -                    | （空席）             | 第2次吉田内閣              | 1949年2月10日 - 1949年2月16日   |                                                                           |                      |
| 4                    | 木村小左衛門         | 第3次吉田内閣              | 1949年2月16日 - 1949年5月31日   |                                                                           |                      |
| 地方自治庁長官       |                      |                            |                                 |                                                                           |                      |
| 1                    | 木村小左衛門         | 第3次吉田内閣              | 1949年6月1日 - 1950年1月24日    |                                                                           |                      |
| 2                    | 本多市郎             | 第3次吉田内閣              | 1950年1月24日 - 1950年6月28日   |                                                                           |                      |
| 3                    | 岡野清豪             | 第3次吉田第1次改造内閣     | 1950年6月28日 - 1951年7月4日    | 1950年7月12日まで行政管理庁長官 1951年3月14日から科学技術行政協議会副会長 |                      |
| 3                    | 岡野清豪             | 第3次吉田第2次改造内閣     | 1951年7月4日 - 1951年12月26日   | 1951年7月26日まで科学技術行政協議会副会長                                 |                      |
| 3                    | 岡野清豪             | 第3次吉田第3次改造内閣     | 1951年12月26日 - 1952年8月1日   |                                                                           |                      |
| 自治庁長官           |                      |                            |                                 |                                                                           |                      |
| 1                    | 岡野清豪             | 第3次吉田第3次改造内閣     | 1952年8月1日 - 1952年10月30日   |                                                                           | 自由党               |
| 2                    | 本多市郎             | 第4次吉田内閣              | 1952年10月30日 - 1953年5月21日  | 行政管理庁長官                                                            |                      |
| 3                    | 塚田十一郎           | 第5次吉田内閣              | 1953年5月21日 - 1954年12月10日  | 郵政大臣、行政管理庁長官                                                  | 自由党               |
| 4                    | 西田隆男             | 第1次鳩山一郎内閣          | 1954年12月10日 - 1955年3月19日  | 行政管理庁長官                                                            | 日本民主党           |
| 5                    | 川島正次郎           | 第2次鳩山一郎内閣          | 1955年3月19日 - 1955年11月22日  | 行政管理庁長官                                                            | 日本民主党           |
| 6                    | 太田正孝             | 第3次鳩山一郎内閣          | 1955年11月22日 - 1956年12月23日 |                                                                           | 自由民主党           |
| -                    | 石橋湛山             | 石橋内閣                   | 1956年12月23日                  | 内閣総理大臣による自治庁長官事務取扱                                      | 自由民主党           |
| 7                    | 田中伊三次           | 石橋内閣                   | 1956年12月23日 - 1957年2月25日  |                                                                           | 自由民主党           |
| 8                    | 田中伊三次           | 第1次岸内閣                | 1957年2月25日 - 1957年7月10日   |                                                                           | 自由民主党           |
| 9                    | 郡祐一               | 第1次岸改造内閣            | 1957年7月10日 - 1958年6月12日   |                                                                           | 自由民主党           |
| 10                   | 青木正               | 第2次岸内閣                | 1958年6月12日 - 1958年10月28日  | 国家公安委員会委員長                                                      | 自由民主党           |
| 11                   | 愛知揆一             | 第2次岸内閣                | 1958年10月28日 - 1959年1月12日  | 法務大臣                                                                  | 自由民主党           |
| 12                   | 青木正               | 第2次岸内閣                | 1959年1月12日 - 1959年6月18日   | 国家公安委員会委員長                                                      | 自由民主党           |
| 13                   | 石原幹市郎           | 第2次岸改造内閣            | 1959年6月18日 - 1960年6月30日   | 国家公安委員会委員長                                                      | 自由民主党           |
| 自治大臣             |                      |                            |                                 |                                                                           |                      |
| 1                    | 石原幹市郎           | 第2次岸改造内閣            | 1960年7月1日 - 1960年7月19日    | 国家公安委員会委員長                                                      | 自由民主党           |
| 2                    | 山崎巖               | 第1次池田内閣              | 1960年7月19日 - 1960年10月13日  | 国家公安委員会委員長                                                      | 自由民主党           |
| 3                    | 周東英雄             | 第1次池田内閣              | 1960年10月13日 - 1960年12月8日  | 国家公安委員会委員長                                                      | 自由民主党           |
| 4                    | 安井謙               | 第2次池田内閣              | 1960年12月8日 - 1961年7月18日   | 国家公安委員会委員長                                                      | 自由民主党           |
| 4                    | 安井謙               | 第2次池田第1次改造内閣     | 1961年7月18日 - 1962年7月18日   | 国家公安委員会委員長                                                      | 自由民主党           |
| 5                    | 篠田弘作             | 第2次池田第2次改造内閣     | 1962年7月18日 - 1963年7月18日   | 国家公安委員会委員長                                                      | 自由民主党           |
| 6                    | 早川崇               | 第2次池田第3次改造内閣     | 1963年7月18日 - 1963年12月9日   | 国家公安委員会委員長                                                      | 自由民主党           |
| 7                    | 早川崇               | 第3次池田内閣              | 1963年12月9日 - 1964年3月25日   | 国家公安委員会委員長                                                      | 自由民主党           |
| 8                    | 赤澤正道             | 第3次池田内閣              | 1964年3月25日 - 1964年7月18日   | 国家公安委員会委員長                                                      | 自由民主党           |
| 9                    | 吉武恵市             | 第3次池田改造内閣          | 1964年7月18日 - 1964年11月9日   | 国家公安委員会委員長                                                      | 自由民主党           |
| 10                   | 吉武恵市             | 第1次佐藤内閣              | 1964年11月9日 - 1965年6月3日    | 国家公安委員会委員長                                                      | 自由民主党           |
| 11                   | 永山忠則             | 第1次佐藤第1次改造内閣     | 1965年6月3日 - 1966年8月1日     | 国家公安委員会委員長                                                      | 自由民主党           |
| 12                   | 塩見俊二             | 第1次佐藤第2次改造内閣     | 1966年8月1日 - 1966年12月3日    | 国家公安委員会委員長                                                      | 自由民主党           |
| 13                   | 藤枝泉介             | 第1次佐藤第3次改造内閣     | 1966年12月3日 - 1967年2月17日   | 国家公安委員会委員長                                                      | 自由民主党           |
| 14                   | 藤枝泉介             | 第2次佐藤内閣              | 1967年2月17日 - 1967年11月25日  | 国家公安委員会委員長                                                      | 自由民主党           |
| 15                   | 赤澤正道             | 第2次佐藤第1次改造内閣     | 1967年11月25日 - 1968年11月30日 | 国家公安委員会委員長                                                      | 自由民主党           |
| 16                   | 野田武夫             | 第2次佐藤第2次改造内閣     | 1968年11月30日 - 1970年1月14日  | 北海道開発庁長官                                                          | 自由民主党           |
| 17                   | 秋田大助             | 第3次佐藤内閣              | 1970年1月14日 - 1971年7月5日    | 1971年2月9日から同月17日まで法務大臣                                      | 自由民主党           |
| 18                   | 渡海元三郎           | 第3次佐藤改造内閣          | 1971年7月5日 - 1972年7月7日     | 北海道開発庁長官                                                          | 自由民主党           |
| 19                   | 福田一               | 第1次田中角栄内閣          | 1972年7月7日 - 1972年12月22日   | 北海道開発庁長官                                                          | 自由民主党           |
| 20                   | 江﨑真澄             | 第2次田中角栄内閣          | 1972年12月22日 - 1973年11月25日 | 国家公安委員会委員長、北海道開発庁長官                                    | 自由民主党           |
| 21                   | 町村金五             | 第2次田中角栄第1次改造内閣 | 1973年11月25日 - 1974年11月11日 | 国家公安委員会委員長、北海道開発庁長官                                    | 自由民主党           |
| 22                   | 福田一               | 第2次田中角栄第2次改造内閣 | 1974年11月11日 - 1974年12月9日  | 国家公安委員会委員長、北海道開発庁長官                                    | 自由民主党           |
| 23                   | 福田一               | 三木内閣                   | 1974年12月9日 - 1976年9月15日   | 国家公安委員会委員長、北海道開発庁長官                                    | 自由民主党           |
| 24                   | 天野公義             | 三木改造内閣               | 1976年9月15日 - 1976年12月14日  | 国家公安委員会委員長、北海道開発庁長官                                    | 自由民主党           |
| 25                   | 小川平二             | 福田赳夫内閣               | 1976年12月14日 - 1977年11月28日 | 国家公安委員会委員長、北海道開発庁長官                                    | 自由民主党           |
| 26                   | 加藤武徳             | 福田赳夫改造内閣           | 1977年11月28日 - 1978年12月7日  | 国家公安委員会委員長、北海道開発庁長官                                    | 自由民主党           |
| 27                   | 渋谷直蔵             | 第1次大平内閣              | 1978年12月7日 - 1979年11月9日   | 国家公安委員会委員長、北海道開発庁長官                                    | 自由民主党           |
| 28                   | 後藤田正晴           | 第2次大平内閣              | 1979年11月9日 - 1980年7月17日   | 国家公安委員会委員長、北海道開発庁長官                                    | 自由民主党           |
| 29                   | 石破二朗             | 鈴木善幸内閣               | 1980年7月17日 - 1980年12月17日  | 国家公安委員会委員長                                                      | 参議院自由民主党     |
| 30                   | 安孫子藤吉           | 鈴木善幸内閣               | 1980年12月17日 - 1981年11月30日 | 国家公安委員会委員長                                                      | 参議院自由民主党     |
| 31                   | 世耕政隆             | 鈴木善幸改造内閣           | 1981年11月30日 - 1982年11月27日 | 国家公安委員会委員長                                                      | 参議院自由民主党     |
| 32                   | 山本幸雄             | 第1次中曽根内閣            | 1982年11月27日 - 1983年12月27日 | 国家公安委員会委員長                                                      | 自由民主党           |
| 33                   | 田川誠一             | 第2次中曽根内閣            | 1983年12月27日 - 1984年11月1日  | 国家公安委員会委員長                                                      | 新自由クラブ         |
| 34                   | 古屋亨               | 第2次中曽根第1次改造内閣   | 1984年11月1日 - 1985年12月28日  | 国家公安委員会委員長                                                      | 自由民主党           |
| 35                   | 小沢一郎             | 第2次中曽根第2次改造内閣   | 1985年12月28日 - 1986年7月22日  | 国家公安委員会委員長                                                      | 自由民主党           |
| 36                   | 葉梨信行             | 第3次中曽根内閣            | 1986年7月22日 - 1987年11月6日   | 国家公安委員会委員長                                                      | 自由民主党           |
| 37                   | 梶山静六             | 竹下内閣                   | 1987年11月6日 - 1988年12月27日  | 国家公安委員会委員長                                                      | 自由民主党           |
| 38                   | 坂野重信             | 竹下改造内閣               | 1988年12月27日 - 1989年6月3日   | 国家公安委員会委員長                                                      | 参議院自由民主党     |
| 39                   | 坂野重信             | 宇野内閣                   | 1989年6月3日 - 1989年8月10日    | 国家公安委員会委員長                                                      | 参議院自由民主党     |
| 40                   | 渡部恒三             | 第1次海部内閣              | 1989年8月10日 - 1990年2月28日   | 国家公安委員会委員長                                                      | 自由民主党           |
| 41                   | 奥田敬和             | 第2次海部内閣              | 1990年2月28日 - 1990年12月28日  | 国家公安委員会委員長                                                      | 自由民主党           |
| 42                   | 吹田愰               | 第2次海部改造内閣          | 1990年12月28日 - 1991年11月5日  | 国家公安委員会委員長                                                      | 自由民主党           |
| 43                   | 塩川正十郎           | 宮澤内閣                   | 1991年11月5日 - 1992年12月12日  | 国家公安委員会委員長                                                      | 自由民主党           |
| 44                   | 村田敬次郎           | 宮澤改造内閣               | 1992年12月12日 - 1993年8月9日   | 国家公安委員会委員長                                                      | 自由民主党           |
| 45                   | 佐藤観樹             | 細川内閣                   | 1993年8月9日 - 1994年4月28日    | 国家公安委員会委員長                                                      | 日本社会党           |
| -                    | 羽田孜               | 羽田内閣                   | 1994年4月28日                   | 内閣総理大臣による自治大臣臨時代理                                        | 新生党               |
| 46                   | 石井一               | 羽田内閣                   | 1994年4月28日 - 1994年6月30日   | 国家公安委員会委員長                                                      | 新生党               |
| 47                   | 野中広務             | 村山内閣                   | 1994年6月30日 - 1995年8月8日    | 国家公安委員会委員長                                                      | 自由民主党           |
| 48                   | 深谷隆司             | 村山改造内閣               | 1995年8月8日 - 1996年1月11日    | 国家公安委員会委員長                                                      | 自由民主党           |
| 49                   | 倉田寛之             | 第1次橋本内閣              | 1996年1月11日 - 1996年11月7日   | 国家公安委員会委員長                                                      | 参議院自由民主党     |
| 50                   | 白川勝彦             | 第2次橋本内閣              | 1996年11月7日 - 1997年9月11日   | 国家公安委員会委員長                                                      | 自由民主党           |
| 51                   | 上杉光弘             | 第2次橋本改造内閣          | 1997年9月11日 - 1998年7月30日   | 国家公安委員会委員長                                                      | 参議院自由民主党     |
| 52                   | 西田司               | 小渕内閣                   | 1998年7月30日 - 1999年1月14日   | 国家公安委員会委員長                                                      | 自由民主党           |
| 53                   | 野田毅               | 小渕第1次改造内閣          | 1999年1月14日 - 1999年10月5日   | 国家公安委員会委員長                                                      | 自由党               |
| 54                   | 保利耕輔             | 小渕第2次改造内閣          | 1999年10月5日 - 2000年4月5日    | 国家公安委員会委員長                                                      | 自由民主党           |
| 55                   | 保利耕輔             | 第1次森内閣                | 2000年4月5日 - 2000年7月4日     | 国家公安委員会委員長                                                      | 自由民主党           |
| 56                   | 西田司               | 第2次森内閣                | 2000年7月4日 - 2000年12月5日    | 国家公安委員会委員長                                                      | 自由民主党           |
| 57                   | 片山虎之助           | 第2次森改造内閣            | 2000年12月5日 - 2001年1月6日    | 郵政大臣、総務庁長官                                                      | 参議院自由民主党     |